# نيكولا هوفلر
نيكولا هوفلر (بالألمانية: Nicolas Höfler)‏ (9 مارس 1990 في ألمانيا - ) هو لاعب كرة قدم ألماني في مركز الوسط. لعب مع إرتسغيبيرغه آوه ونادي فرايبورغ وSC Freiburg II ‏.

## وصلات خارجية
- نيكولا هوفلر على موقع الاتحاد الأوربي (الإنجليزية)
- نيكولا هوفلر على موقع قاعدة بيانات كرة القدم.إي يو (الإنجليزية)
- نيكولا هوفلر على موقع بيانات كرة القدم. دي إي (الألمانية)
- نيكولا هوفلر على موقع Soccerway.com (الإنجليزية)
- نيكولا هوفلر على موقع عالم كرة القدم.نت (الإنجليزية)
- نيكولا هوفلر على موقع AS.com (الإسبانية)